# Erwin Komenda

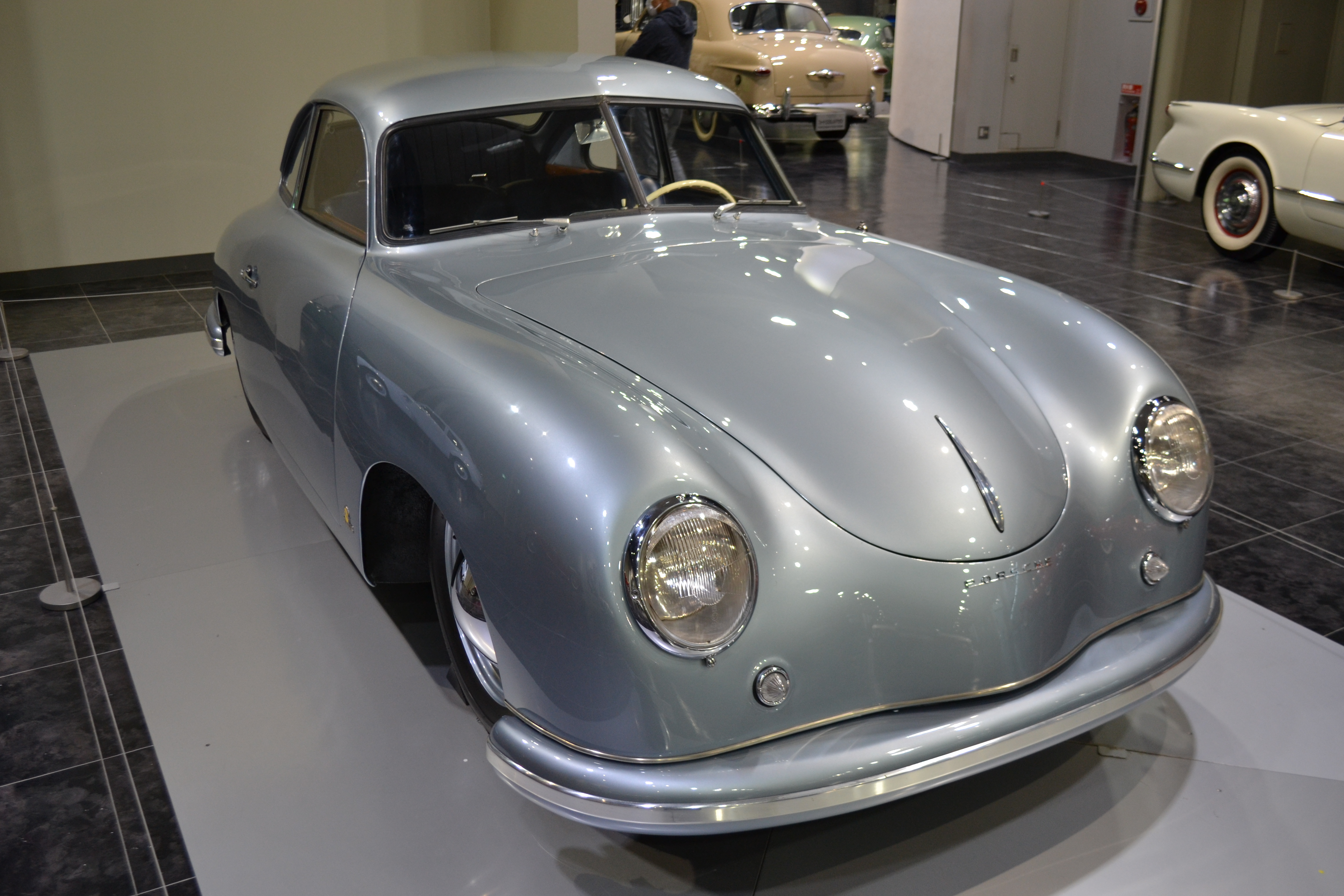
Porsche 356

Erwin Komenda (Jauern am Semmering, 6 aprile 1904 – Stoccarda, 22 agosto 1966) è stato un designer e progettista austriaco, noto per essere stato impiegato Porsche e uno dei principali fautori nella progettazione delle carrozzerie per il Maggiolino e varie auto sportive Porsche come la 356 e la 550 Spyder.

## Biografia
Nacque il 6 aprile 1904 a Jauern am Semmering, suo padre Franz Komenda fu direttore tecnico della centrale elettrica sul Semmering e di Weyer/Enns. Dal 1916 al 1920 frequentò un istituto tecnico superiore per la lavorazione del ferro a Steyr. Dal 1920 al 1926 lavorò come designer automobilistico presso la "Wiener Karosseriefabrik" e completò il corso di design della carrozzeria presso Josef Feldwabel nel Museo Tecnologico del Commercio di Vienna. Dal 1926 al 1929 fu designer alla Steyr. Qui incontrò per la prima volta Ferdinand Porsche, che è arrivato alla Steyr come Direttore Tecnico dopo aver lasciato la Daimler-Benz. Dal 1929 al 1931 fu capo progettista del reparto sperimentale e sviluppo carrozzerie per la Daimler-Benz a Sindelfingen. 

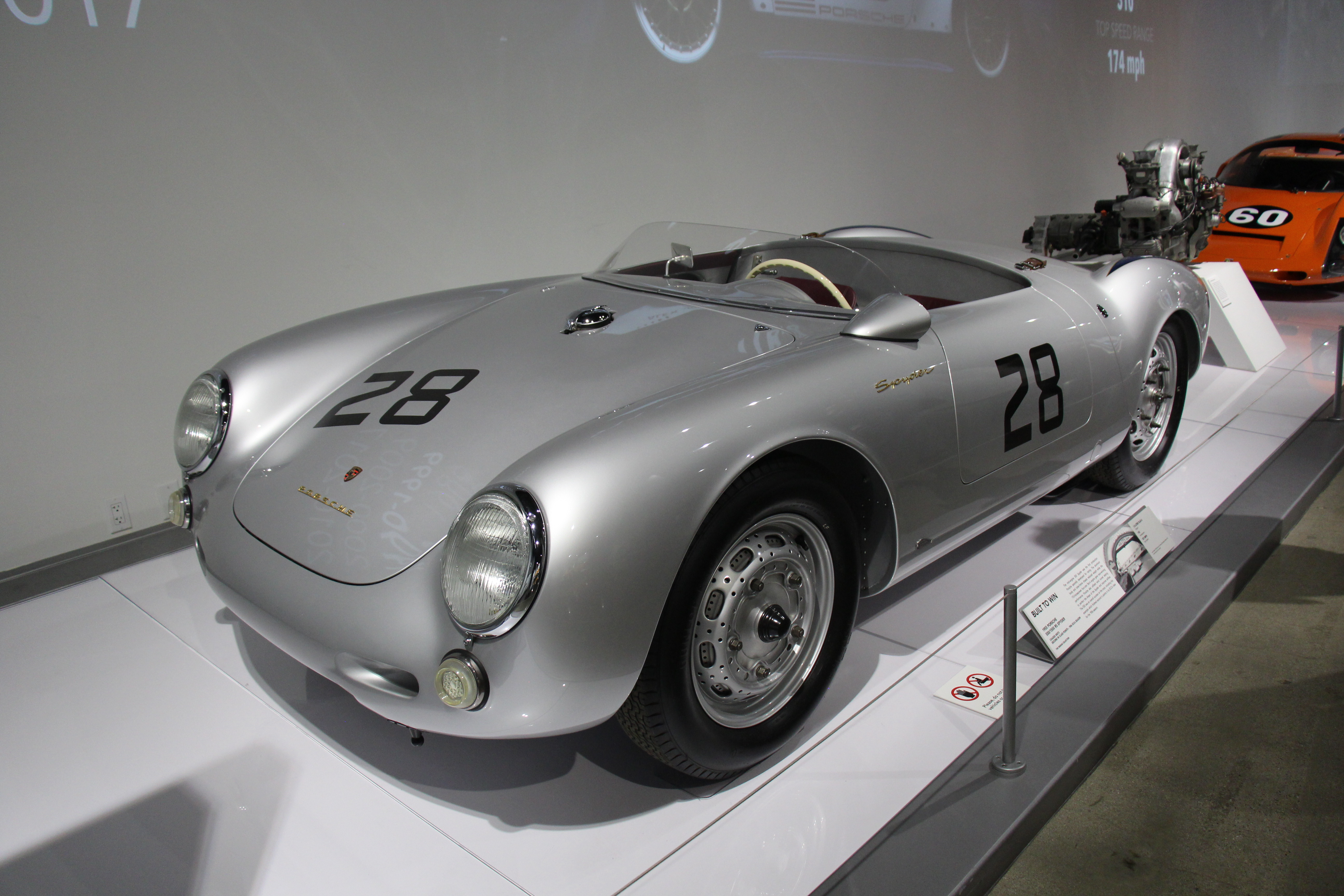
Porsche 550

Nel novembre 1931, Komenda si unì allo studio ingegneristico appena fondato da Ferdinand Porsche come capo del dipartimento di progettazione della carrozzeria, che guidò fino al 1966. Tra gli altri progetti, sviluppò la carrozzeria del Maggiolino. Con l'ingegnere Josef Mickl, un dipendente Porsche specializzato nella costruzione di aeromobili e nell'aerodinamica, Komenda sviluppò la carrozzeria di alcune auto da corsa Auto Union e della Cisitalia. Nel 1946 Komenda iniziò a lavorare alla carrozzeria della Porsche 356, e in seguito della Porsche 550 Spyder. Inoltre lavorò alla carrozzeria della Porsche 901. Uno dei suoi ultimi progetti fu la realizzazione della carrozzeria in plastica per la 904.